# ロッサヴィール
ロッサヴィール(英:Rossaveal、アイルランド語:Ros an Mhíl)はアイルランドのコネマラにある漁港のある村である。この村から、ゴールウェイ湾にあるアラン諸島へのフェリーが出ている。この村はコネマラのゲールタハトの中心に位置している。ゴールウェイからアラン諸島へ向かう全てのフェリーはこの村から出ており、ゴールウェイの町の中心から約23km離れている。
アイルランド語の町の名前であるRos an Mhílは、「鯨－海の魔物－の半島」の意味である。